# Луций Плавтий Элий Ламия Сильван
Луций Плавтий Элий Ламия Сильван (лат. Lucius Plautius Aelius Lamia Silvanus) — римский государственный деятель первой половины II века.
Сильван происходил из патрицианской семьи. Его отцом был консул 116 года Луций Фунданий Ламия Элиан, а матерью — Рупилия Анния. О карьере Сильвана известно только лишь то, что в 145 году он занимал должность консула-суффекта вместе с Луцием Публиколой Приском. Его супругой была дочь императора Антонина Пия Аврелия Фадилла.